# اکسیژن (ترانه وینونا اوک و رابین شولتس)
«اکسیژن» (انگلیسی: Oxygen) تک آهنگی است از وینونا اوک که به اتفاق دی جی رابین شولتس، در ۲۹ مه ۲۰۲۰ اجرا و ضبط گردیده است.